# Aeroviário (Goiânia)
Aeroviário é um bairro da cidade brasileira de Goiânia, localizado na região central do município.
O bairro é caracterizado pelo Parque Campininha das Flores, seu principal cartão postal, cuja inauguração se deu no final do ano de 2011. Pela proximidade com Campinas, Aeroviário é um bairro predominantemente comercial. Suas vias também abrangem a Avenida 24 de Outubro, e conta com comércio diversificado, de várias áreas.
Segundo dados do Instituto Brasileiro de Geografia e Estatística (IBGE), divulgados pela prefeitura, no Censo 2010 a população do bairro Aeroviário era de 2 863 pessoas.